# Sofalesungen
Der Verein Sofalesungen organisiert in der Schweiz öffentliche Lesungen in privaten Räumen. Dazu werden vorwiegend Debüt-Autorinnen und Autoren eingeladen, ihre Texte dem Publikum in den Räumen privater Gastgeberinnen und Gastgebern vorzustellen.

## Vereinsgeschichte
Die Sofalesungen wurden 2014 von Mariann Bühler und dem Literaturhaus Basel ins Leben gerufen. Seit Februar 2018 besteht das Format als Verein weiter, um es nachhaltig in der Schweizer Literaturlandschaft zu integrieren. Heute finden jedes Jahr über 60 Sofalesungen in der deutsch-, französisch- und italienischsprachigen Schweiz statt.
Der  Verband der Autorinnen und Autoren der Schweiz (A*dS) verlieh den Sofalesungen 2019 die Auszeichnung «plume de paon». In ihrer Laudatio begründete Elisa Shua Dusapin die Vergabe damit, dass der Verein helfe, Literatur zu verbreiten und jungen Schreibenden eine Plattform gebe, bei der eine vertiefte Erfahrung und Begegnung zwischen Text, Verfassenden und Publikum stattfinden kann.
Im Frühling 2025 wurde dem Verein Sofalesungen vom Bundesamt für Kultur der Spezialpreis Vermittlung verliehen. Der Spezialpreis «würdigt ein besonderes Engagement zugunsten der Schweizer Literatur und deren Zugang zum Publikum.» Zu den Sofalesungen schreibt das BAK: «Die intime und entspannte Atmosphäre fördert den direkten Austausch der Autorinnen und Autoren mit dem Publikum. Abseits der traditionellen Veranstaltungsorte wird Literatur so im Kollektiv erlebbar. Niederschwelliger kann Literaturvermittlung gar nicht sein.»

## Vereinsstruktur
Der Verein besteht aus einem Vorstand mit Präsidium und einer Geschäftsstelle. Regionalverantwortliche organisieren eigenständig oder in Kooperation mit Veranstalterinnen und Veranstaltern aus der ganzen Schweiz Lesungen.
Der Verein ist Mitglied beim Unabhängige Lesereihen e.V., dem Dachverband freier Literaturveranstaltenden im deutschsprachigen Raum.